# Burgmannshof Diepholz

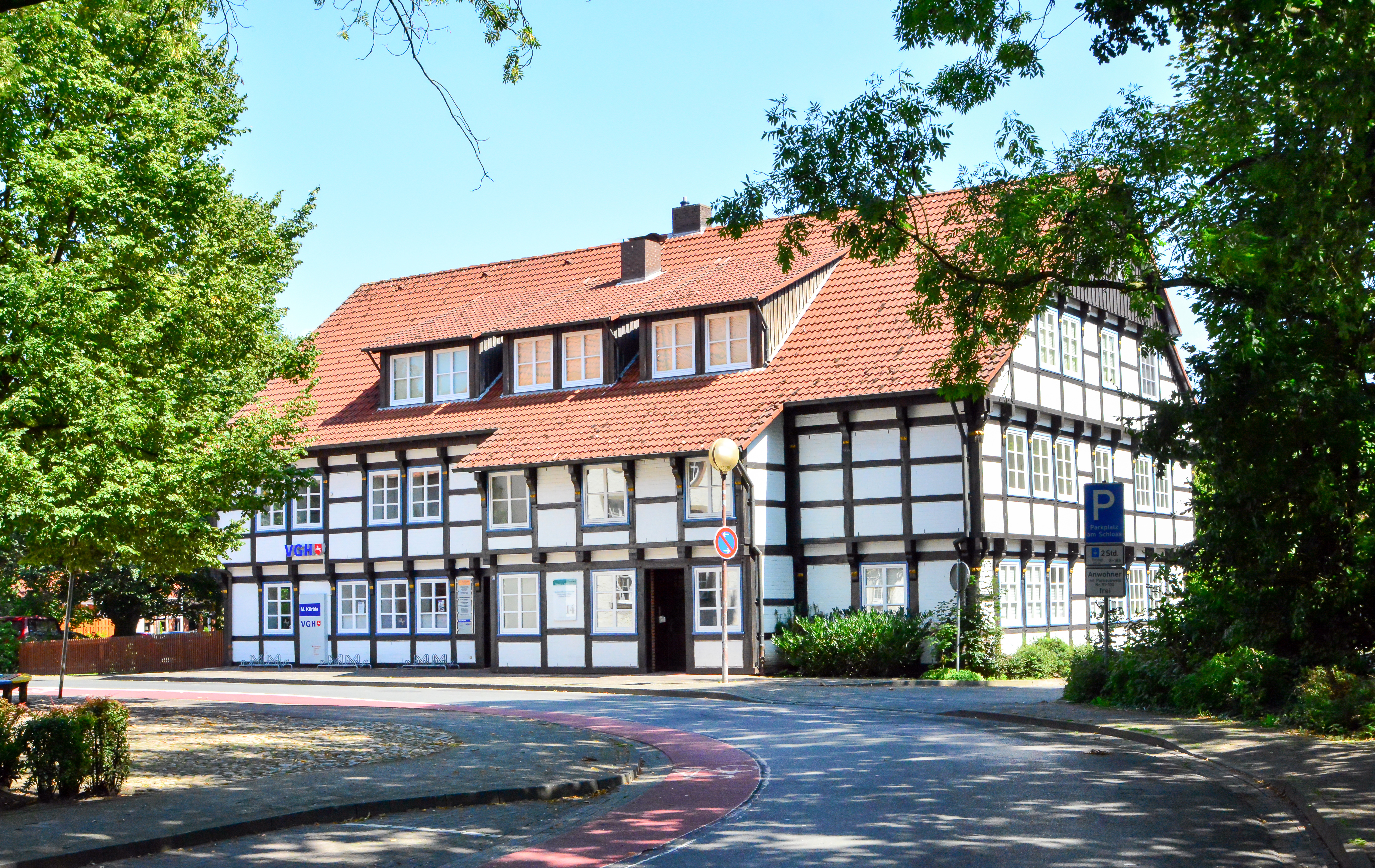
Burgmannshof Diepholz

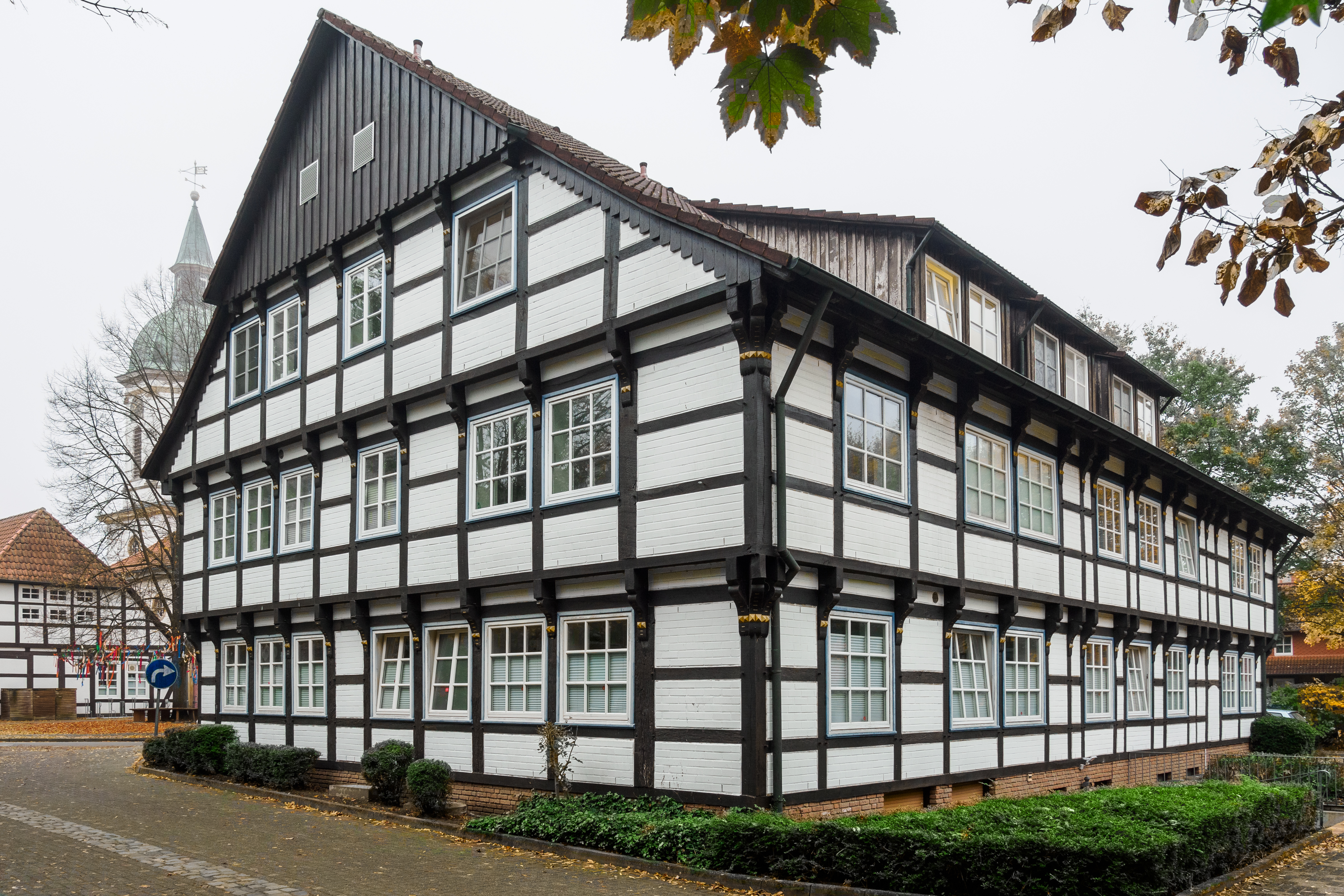
Burgmannshof seit-/rückwärtig

Der Burgmannshof Diepholz in Diepholz, Hinterstraße 14, vor dem Areal des Schlosses Diepholz, stammt aus dem 16. Jahrhundert. Aktuell (2023) wird er als Wohnhaus und durch Praxen genutzt.
Das Gebäude steht unter Denkmalschutz (siehe auch Liste der Baudenkmale in Diepholz).

## Geschichte
Das zweigeschossige traufständige Gebäude in Fachwerk und Stockbauweise mit geputzten Ziegelausfachungen, Satteldach und auskragenden Obergeschossen auf profilierten Knaggen hat seinen Ursprung wohl in der zweiten Hälfte des 16. Jahrhunderts. Der Vorgängerbau wurde durch Sanierungen vollständig überformt. Das auskragende obere Giebeldreieck erhielt eine vertikale Verbretterung.
Dieser straßenseitige Hof befindet sich als frühere Eingangssituation vor dem Areal des Schlosses Diepholz. Burgmannshöfe wurden vom jeweiligen Burg- oder Landesherrn in Städten mit Festungscharakter auf oder neben größeren Burgen des Hochadels für eine niederadlige Burgmannenfamilie gebaut. Burgmannen waren Ministerialen, denen die Hofhaltung und Verwaltung unterlag.
In der Nähe stehen der ehemalige Burgmannshof Bassum und der Burgmannshof in Hoya.
Das Landesdenkmalamt befand: „… geschichtliche Bedeutung … aufgrund … nicht alltäglicher künstlerischer und handwerklicher Gestaltwerte als großzügig dimensionierter zweigeschossiger Fachwerkbau in Stockbauweise …“